# Кастелдача
Кастелда̀ча (на италиански: Casteldaccia; на сицилиански: Castiddazzu, Кастидацу) е град и община в Южна Италия, провинция Палермо, автономен регион и остров Сицилия. Разположен е на 79 m надморска височина. Населението на общината е 11 303 души (към 2011 г.).